# Oskar Stølan
Oskar Stølan (18 novembre 1999) è un giocatore di calcio a 5 e calciatore norvegese, difensore dell'Utleira e difensore del Tiller.

## Carriera
Stølan è cresciuto nelle giovanili di Sjetne e Byåsen. Come permesso dai regolamenti della Norges Fotballforbund, si è alternato tra calcio e calcio a 5, cominciato a giocare a partire dal campionato 2018-2019 nella massima divisione di quest'ultima disciplina, nelle file dell'Utleira.
Nella stagione calcistica 2018 ha invece giocato per il Tillerbyen, in 3. divisjon (quarto livello del campionato norvegese). L'anno successivo è stato in forza al Tiller.
Il 22 giugno 2019 ha esordito con la Nazionale di calcio a 5 della Norvegia, in occasione della sconfitta per 4-1 subita contro il Portogallo. Il 31 gennaio 2020 ha segnato la prima rete, nella vittoria per 2-7 arrivata ai danni del Galles.

## Statistiche

### Presenze e reti nei club
Statistiche aggiornate al 28 agosto 2020.
| Stagione        | Squadra         | Campionato      | Campionato | Campionato | Coppe nazionali | Coppe nazionali | Coppe nazionali | Coppe continentali | Coppe continentali | Coppe continentali | Altre coppe | Altre coppe | Altre coppe | Totale | Totale | Totale |
| Stagione        | Squadra         | Comp            | Pres       | Reti       | Comp            | Pres            | Reti            | Comp               | Pres               | Reti               | Comp        | Pres        | Reti        | Pres   | Reti   |        |
| --------------- | --------------- | --------------- | ---------- | ---------- | --------------- | --------------- | --------------- | ------------------ | ------------------ | ------------------ | ----------- | ----------- | ----------- | ------ | ------ | ------ |
| 2018            | Tillerbyen      | 3D              | 21         | 0          | CN              | 0               | 0               | -                  | -                  | -                  | -           | -           | -           | 21     | 0      |        |
| 2019            | Tiller          | 3D              | 23         | 4          | CN              | 2               | 0               | -                  | -                  | -                  | -           | -           | -           | 25     | 4      |        |
| Totale carriera | Totale carriera | Totale carriera | 44         | 4          |                 | 2               | 0               |                    | -                  | -                  |             | -           | -           | 46     | 4      |        |